# دانشنامه محلات تهران
دانشنامه محلات تهران دانشنامه‌ای آزاد برای جمع‌آوری اطلاعات راجع به محله‌های شهر تهران است. این سامانه که می‌توان آن را «تهران ویکی» نیز نامید، یک سایت آنلاین کاملاً مشابه دانشنامه آنلاین ویکی‌پدیا است که امکان بارگذاری مقالات و مستندات در حوزه اجتماعی و فرهنگی را با توجه به دسترسی‌های تعیین شده و مشاهده و اشتراک آن برای کاربران فراهم می‌کند.